# Héliport de Narsaq
L'héliport de Narsaq (AITA : JNS ; OACI : BGNS) est un héliport situé au nord-ouest de Narsaq, dans la commune de Kujalleq, dans le sud du Groenland. 
L'été, l'Arctic Umiaq Line ne dessert pas Narsarsuaq, d'où la nécessité pour les passagers à destination de l'Europe de se rendre à l'héliport de Narsaq, qui offre plusieurs départs quotidiens vers l'aéroport de Narsarsuaq.